# Brenda Tuosto
Brenda Tuosto, née le 6 janvier 1989 à Yverdon (originaire de Grandson, binationale italo-suisse), est une personnalité politique suisse, membre du Parti socialiste.
Elle est députée du canton de Vaud au Conseil national depuis décembre 2023.

## Biographie
Brenda Tuosto naît le 6 janvier 1989 à Yverdon, dans le canton de Vaud. Elle est originaire de Grandson, dans le même canton, et possède également la nationalité italienne. Elle a un frère cadet, réalisateur à la Radio télévision suisse. Leur père, Giuseppe, né à Yverdon de parents napolitains, est longtemps concierge du collège Borné-Nau de Grandson ; leur mère, Maria, originaire de Samassi en Sardaigne, est aide-soignante.  
Elle grandit à Grandson, dans le village des Tuileries. Après sa maturité au gymnase d'Yverdon, elle obtient un master en urbanisme à l'Université de Lausanne en 2013.
Elle travaille d'abord comme chef de projets mobilité et plan de quartier pour la municipalité d'Yverdon à partir de 2014, puis occupe de 2017 à 2019 un poste d'adjointe technique pour l'agglomération, où elle chargée du projet de la route de contournement d’Yverdon. Jusqu'à son élection à la Municipalité d'Yverdon en 2021, elle travaille pour la ville de Bienne comme coresponsable du secteur de la circulation,.

## Parcours politique
D'abord membre des Jeunes verts où elle milite à partir de 2010, Brenda Tuosto adhère par la suite au Parti socialiste, parce qu'il « défend le mieux l'équité et les conditions de vie de la population issue de l'immigration ».
Elle siège au Conseil communal (législatif) de Grandson de 2016 à 2021. Elle est brillamment élue au premier tour en mars 2021 à la Municipalité (exécutif) d'Yverdon, en troisième position des candidats avec 52,3 % des suffrages. Son élection et celle du Vert Benoist Guillard font basculer la majorité de l'exécutif à gauche (cinq élus sur sept). Elle y est responsable du service des travaux et de l'environnement et de la mobilité. Après son élection au Conseil national, elle obtient une dérogation de son parti pour poursuivre son mandat communal pendant deux sessions.
Elle accède au Conseil national en octobre 2023 (premier des non-élus de sa liste, avec 315 voix de plus que Benoît Gaillard) grâce à l'élection de Pierre-Yves Maillard au Conseil des États. Elle siège au sein de la Commission des transports et des télécommunications (CTT).